# Битка код Гитиона
Битка код Гитиона вођена је 195. године п. н. е. између спартанске војске са једне и војске Римске републике, Родоса, Ахајског савеза и Пергамске краљевине са друге стране. Део је Лаконског рата, а завршена је поразом Спарте.

## Битка
Место Гитион било је важно спартанско упориште које су савезници намеравали освојити како би напредовали према самој Спарти. Римске и ахајске снаге су опселе град са копна, а пергамска и родоска флота са мора. Спартанци су се с успехом борили све док један од команданата, Дексагорида, није одлучио да преда град римском легату. Када је сазнао за то, његов ко-командант Горгопа је наредио да га убију и преузео вођење одбране. Спартанци су се након тога још жешће опирали. Пред град је дошао Фламинин са појачањима од 4000 људи. Спартанци су предали град уз услов да се мирно повуку. Неколико месеци касније Спарта је капитулирала пред савезницима.